# Behind the Lines (canción)
«Behind the Lines» (en castellano "Detrás De Las Líneas") es una canción del grupo de rock inglés Genesis, publicada en su álbum Duke de 1980. La canción es la primera parte de una suite musical de 30 minutos que había grabado el grupo y que había sido desglosada en canciones individuales (similar al trabajo que realizaran en el álbum A Trick of the Tail). En esta suite original se encontraban incluidas "Behind The Lines", "Duchess," "Guide Vocal," "Turn It On Again," "Dukes Travels," y "Dukes End".
"Behind the Lines" inicia con una potente sección instrumental exponiendo el tema principal de la suite (también se encuentra de esta forma en "Dukes End"). Las letras retratan a un hombre cautivo de su libro, que no puede distinguir entre la historia y su propia realidad (el libro sería reemplazado por la televisión en "Turn It on Again"). La canción luego se desvanece en un lento loop de batería electrónica que marcará la introducción de la siguiente canción "Duchess."
Muchas personas han elaborado diferentes teorías de si Duke es un álbum conceptual o no. Siguiendo la definición de un álbum conceptual como un álbum que cuenta una misma historia a lo largo del mismo, y donde todas las canciones o piezas en el álbum contribuyen al todo, Duke no califica como un álbum conceptual. Sin embargo, la larga suite de 30 minutos relaciona varias canciones pero no son temas contiguos, están dispersos a lo largo del álbum. Las siguientes canciones están en la suite, junto con una explicación tentativa que relacionan al tema global de estrellato y difusión masiva:
- Behind The Lines - Desde el punto de vista de un fan
- Duchess - Desde el punto de vista de una estrella
- Guide Vocal - Desde el punto de vista de un productor fracasado
- Turn It On Again - Desde el punto de vista de un espectador indiscriminado
- Duke's Travels
- Duke's End

Una versión modificada de la canción (sin la introducción y el final, llamada "Behind the Lines - Parte 2") fue lanzada en un álbum simple junto al éxito "Misunderstanding" en los Estados Unidos y junto a "Turn It On Again" para el resto del mundo. La canción fue interpretada durante la gira de 1980 junto a "Duchess" y "Guide Vocal", luego esta última fue descartada para ser finalmente dejada de lado luego de la gira 1981-1982 de su próximo álbum Abacab. Una versión en vivo de la canción puede encontrarse en "Three Sides Live". También fue interpretada como un medley durante la gira de "Turn It On Again: The Tour" en 2007.
Phil Collins grabó una versión diferente para su primer álbum como solista Face Value. Tomó la versión modificada de la canción y la reorganizó para incluir los coros y los aerófonos de Earth, Wind & Fire, convirtiendo la canción en un número más movido que interpretó en la mayoría de sus conciertos durante la década del 80.